# Эмон II (граф Женевы)

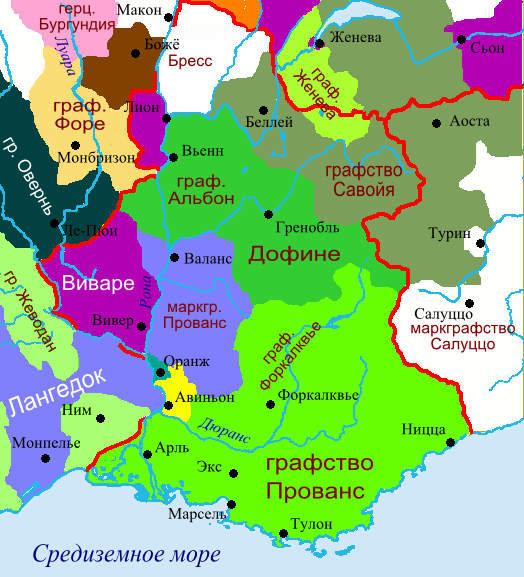
Графство Женева на карте Бургундии

Эмон II (Aymon II de Genève) (ум. 18 ноября 1280) — граф Женевы с 1265, виконт де Марсан с 1279.
Старший сын Родольфа Женевского и Марии де Колиньи, дамы де Варе.
Наследовал отцу в 1265 г. По мнению французского историка Пьера Дюпара (Pierre Duparc), его правление было очень мирным («très paisible»). При нём, как при его деде и отце, власть в городе Женева всё больше переходила к епископам и буржуазии.
В 1271 году женился на Агнессе де Монфокон, дочери графа Монбельяра Амедея III. Две дочери:
- Жанна (ум. не ранее 1296), с ок. 1285 жена Филиппа II де Вьена, сеньора де Паньи;
- Контессон (Агата) (ум. не ранее 1302), с ок. 1285 жена младшего брата Филиппа II де Вьена — Жана де Вьена, сеньора де Рулан и де Мирибель

В 1275 г. Эмон II унаследовал владения умершего дяди — Амадея Женевского, епископа Дье.
Овдовев 19 августа 1278 года, в следующем году летом женился на Констанции де Монкада, виконтессе де Морсан, дочери виконта Беарна Гастона VII, став её третьим мужем (после инфанта Альфонса Арагонского и Генриха Корнуэльского).
Жил в Марсане, где и умер, не оставив наследника мужского пола.